# Tram in België
Dit artikel beschrijft de tram in België.

## Geschiedenis
De eerste (paarden)tram reed in België in 1867 te Brussel. In 1877 werd de Brusselse paardentram opgevolgd door de stoomtram. De eerste Belgische elektrische tram reed in 1894, alweer in Brussel.

### Buurttrams
In de laatste decennia van de 19e eeuw en de eerste decennia van de 20e eeuw werd over geheel België een uitgestrekt net van buurttrams aangelegd. De meeste waren stoomtrams. In de loop der 20e eeuw werden vele drukkere lijnen geëlektrificeerd. Minder drukke lijnen kregen motortractie. In de tweede helft van de 20e eeuw werden de meeste tramdiensten vervangen door busdiensten.
Het buurttramnet werd vanaf 1885 uitgebaat door de Nationale Maatschappij van Buurtspoorwegen (NMVB) / Societé National de Chemins de fer Vicinaux (SNCV). In 1991 werd dit bedrijf opgedeeld in De Lijn (Vlaanderen) en de TEC (Wallonië). De huidige Kusttram en de premetro van Charleroi zijn hier uit voortgekomen.

### Stadstrams
In Brussel en Luik rijdt men op normaalspoor. De andere trambedrijven rijden op meterspoor. De bovenleidingspanning is 600 volt.
Er rijden nog stadstrams in Antwerpen, Brussel en Gent. De Kusttram, met 67 km lange tijd tot 16 juni 2023 de langste tramlijn ter wereld, is een overblijfsel van de buurtspoorwegen zoals die vroeger in heel België te vinden waren. De tramlijn loopt van Knokke via Oostende naar De Panne. In Charleroi ligt nog een restant van de voormalige buurttram in Henegouwen dat deel uitmaakt van de premetro van Charleroi. De exploitant is Transport en Commun (TEC). Het grootste deel van de vier lijnen wordt als premetro geëxploiteerd, maar van de lijnen M1 en M2 wordt op het deel tussen Pétria een Anderlues over de oude tramlijn gereden. Ook lijn M3 is een oude tramlijn. Het zijn wel gemoderniseerde baanvakken.
Verder zijn er enkele museumtrams in België: de tram van Han, die van Thuin (ASVi), de Tramway Touristique de l'Aisne en de trams van het Museum voor het Stedelijk Vervoer te Brussel. In Schepdaal (gemeente Dilbeek) staat ook een trammuseum, maar is de infrastructuur ongeschikt om tramritten mogelijk te maken.
In België hebben trams altijd voorrang.

## Lijst
- Antwerpse tram (inclusief Antwerpse premetro), in Antwerpen, Boechout, Beveren-Kruibeke-Zwijndrecht, Mortsel, Wijnegem en Wommelgem.
- Brusselse tram (inclusief Brusselse premetro en Brusselse metro), in Anderlecht, Brussel, Dilbeek, Drogenbos, Elsene, Etterbeek, Evere, Ganshoren, Jette, Koekelberg, Kraainem, Oudergem, Schaarbeek, Sint-Agatha-Berchem, Sint-Gillis, Sint-Jans-Molenbeek, Sint-Joost-ten-Node, Sint-Lambrechts-Woluwe, Sint-Pieters-Woluwe, Ukkel, Vorst, Watermaal-Bosvoorde, Wezembeek-Oppem en Tervuren.
- Métro Léger de Charleroi, in Anderlues, Charleroi en Fontaine-l'Evêque.
- Gentse tram, in Evergem, Gent en Melle.
- Kusttram, in Blankenberge, Bredene, Brugge, De Haan, De Panne, Knokke-Heist, Koksijde, Middelkerke, Nieuwpoort en Oostende.
- Luikse tram, in Luik.

#### Voormalig
Vroeger waren er ook stadstrams te vinden in onder andere Kortrijk, Oostende en Knokke.

### Toeristisch
- Tramway Touristique de l'Aisne, in Érezée en Manhay.
- Tramway Lobbes Thuin, in Thuin en Lobbes.
- Tramway des grottes de Han, in Rochefort.

## Toekomstplannen

### Vlaanderen
- In Gent wil de Vlaamse overheid met het project Gentspoort opnieuw tramlijn 7 aanleggen[1], en een verlenging van tramlijn 4 van de Muide naar station Dampoort. Ook vaak vermeld maar zonder goedgekeurd plan zijn een vertramming van de voormalige trolleylijn 3, een tram naar het Technologiepark Zwijnaarde, een tram naar het toekomstige bedrijvenpark Eilandje en Merelbeke, of een tram rond de site The Loop.
- Met het Spartacusplan wilde De Lijn in Limburg een net aanleggen van drie sneltramlijnen, een snelle variant van de vroegere interurban of buurttram.[2]  Er waren drie lijnen gepland, waarvan er één over de grens naar Nederland zou doorrijden. In deze plannen is de tram intussen geschrapt en vervangen door een (tram)bus.[3]

- In het Pegasusplan voor de provincie Oost-Vlaanderen werd een sneltram Aalst - Dendermonde - Sint-Niklaas gesuggereerd.[4]
- In het Neptunusplan voor de provincie West-Vlaanderen werden 5 sneltramverbindingen gesuggereerd: Dunkerque – Veurne - Oostende – Knokke-Heist; Oostende – Brugge; Zeebrugge – Brugge; Brugge – Torhout en Roeselare-Kortrijk.[5]

### Wallonië
- De Luikse tram werd heropend op 28 april 2025.[6] Hij rijdt normaalspoor, zoals de Brusselse tram. De Vlaamse en Charleroise tramlijnen zijn met meterspoor uitgerust. In 2008 begon de Waalse regering een onderzoek naar een mogelijke tramverbinding tussen Herstal en Jemeppe-sur-Meuse (omgeving Luik). Hierbij werden verschillende opties bekeken (onder andere geleide bussen en Translohr). Uiteindelijk werd voor een klassieke tram gekozen.[7]

- In Charleroi werd de semi-metroring bovengronds voltooid, is de tramlijn naar Gosselies heropend, en werd de premetro van Gilly verlengd naar Soleilmont.

- Vanuit Frankrijk zijn er plannen om een tramlijn door te trekken vanuit Valenciennes (zie Tram van Valenciennes) naar het Belgische Quiévrain (Henegouwen).[8]

## Opgeheven trambedrijven

### Streektrams
Nationale Maatschappij van Buurtspoorwegen (NMVB): trambedrijf gestart in 1885 met buurttrams over (bijna) geheel België. De meeste tramlijnen hadden een spoorwijdte van 1000 mm. In alle provincies waren uitgebreide tramnetten, aanvankelijk met stoomtractie, later dieseltractie. Een deel van de belangrijkste lijnen, met name rond de grote steden, werd geëlektrificeerd en opgeheven in de jaren vijftig t/m tachtig. In 1991 opgedeeld in een Vlaams en een Waals deel, respectievelijk De Lijn en TEC. De huidige trams aan de kust en in het Charleroise zijn hiervan een overblijfsel.

### Stadstrams/elektrische streeknetten

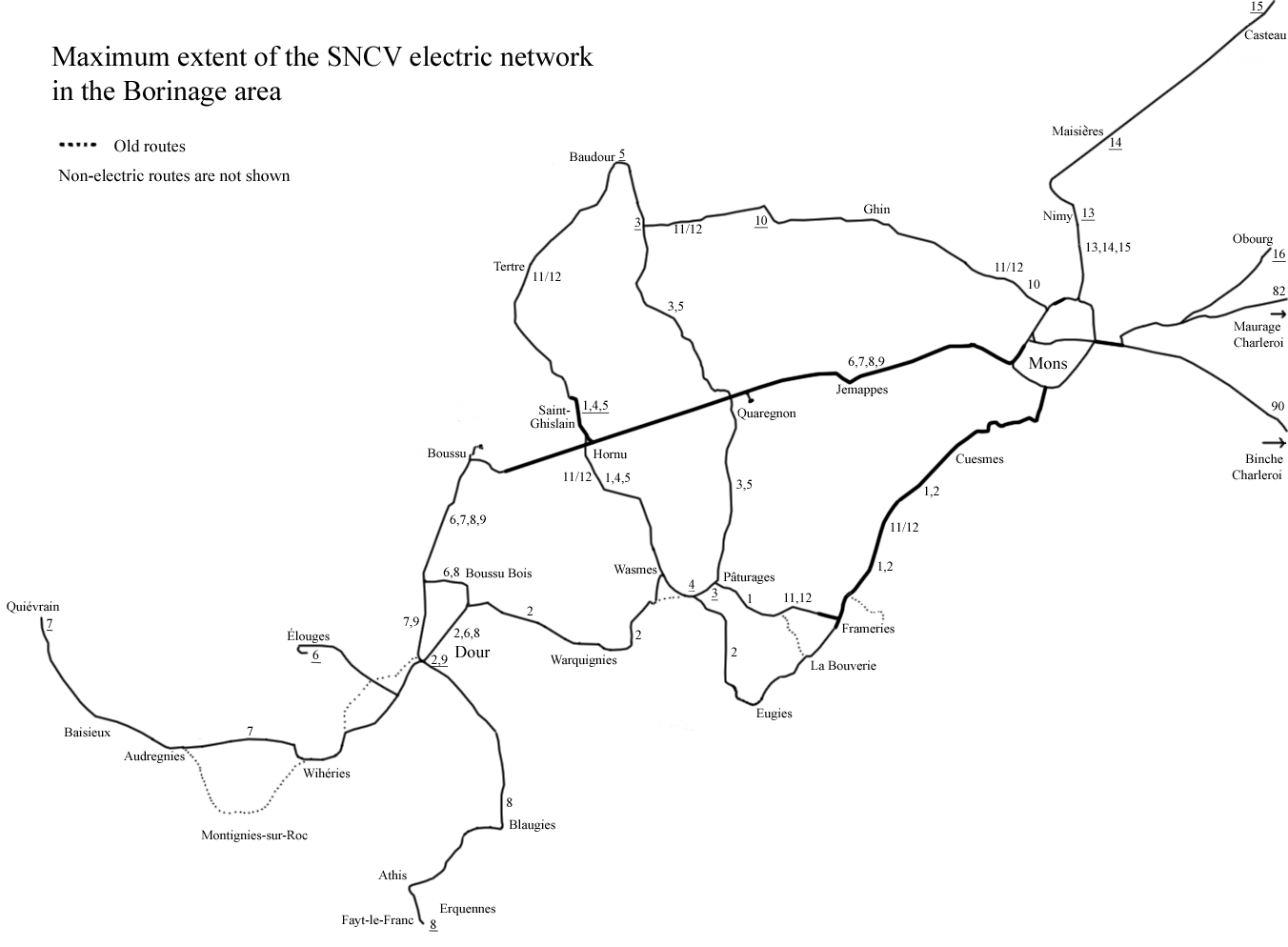
Elektrisch streeknet in de Borinage.

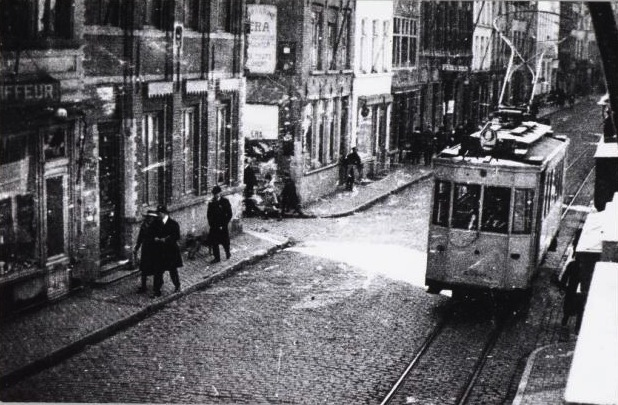
Stadstram lijn 2 omstreeks 1920 in Brugge.

- Antwerpen NMVB (streeknet) - 1000 mm - (gesloten in 1968)
- Bergen (streeknet Borinage) - 1000 mm - (gesloten in 1973)
- Brugge - 1000 mm - (gesloten in 1951)
- Brussel NMVB - 1000 mm - (gesloten in 1978)
- Doornik - 1000 mm - (gesloten in 1952)
- Gent NMVB (streeknet) - 1000 mm - (gesloten in 1959)
- Hasselt - 1000 mm - (gesloten in 1958)
- La Louvière (streeknet Centre) - 1000 mm - (gesloten in 1993, laatste lijn 90, La Louvière Binche Charleroi)
- Luik (STIL + NMVB) - 1000 mm NMVB / 1435 mm STIL - (STIL gesloten in 1964, NMVB 1961)
- Kortrijk NMVB (streeknet) - 1000 mm - (gesloten in 1963)
- Leuvense tramnet NMVB (Met een uitloper tot Tervuren) - 1000 mm NMVB - (gesloten in 1952/3)
- Mechelen - 1000 mm - (gesloten in 1953)
- Namen - 1000 mm - (gesloten in 1953)
- Oostende - 1000 mm - (gesloten in 1958)
- Verviers - (STIV) 1000 mm - (gesloten in 1969)
- Charleroi - (STIC en NMVB) 1000 mm - (STIC gesloten in 1974, TEC heeft nu nog stadsdiensten)

### Buitenlandse trambedrijven
- In het station Herzeeuw gaf de Franse ELRT-tram aansluiting op het Belgisch spoornet. Dit was maar een heel klein traject op het Belgisch grondgebied.

### Kaarten stadsnetten

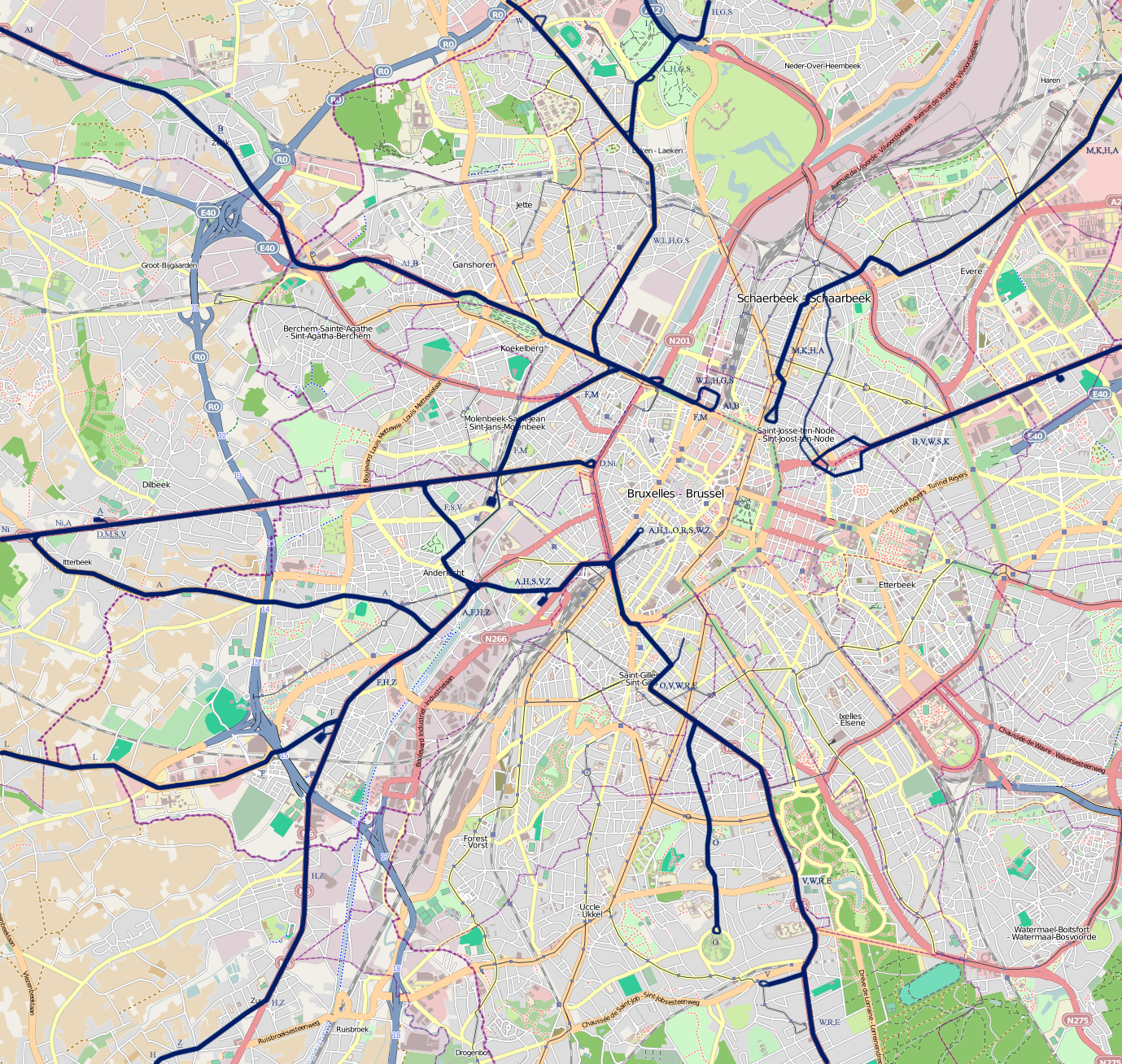
NMVB-net in Brussel rond 1958
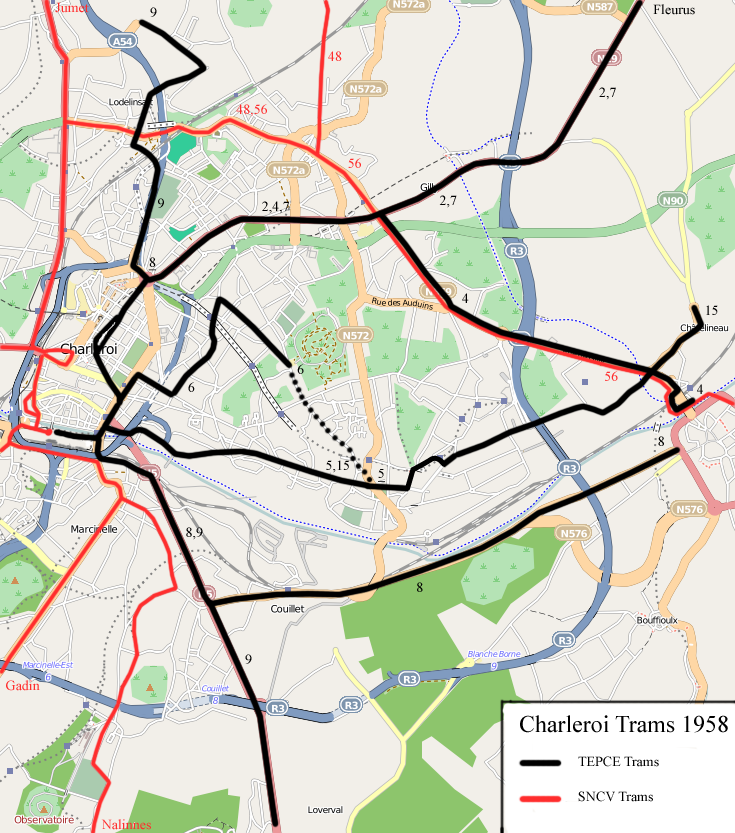
Stadsnet TEPCE van Charleroi, later STIC.
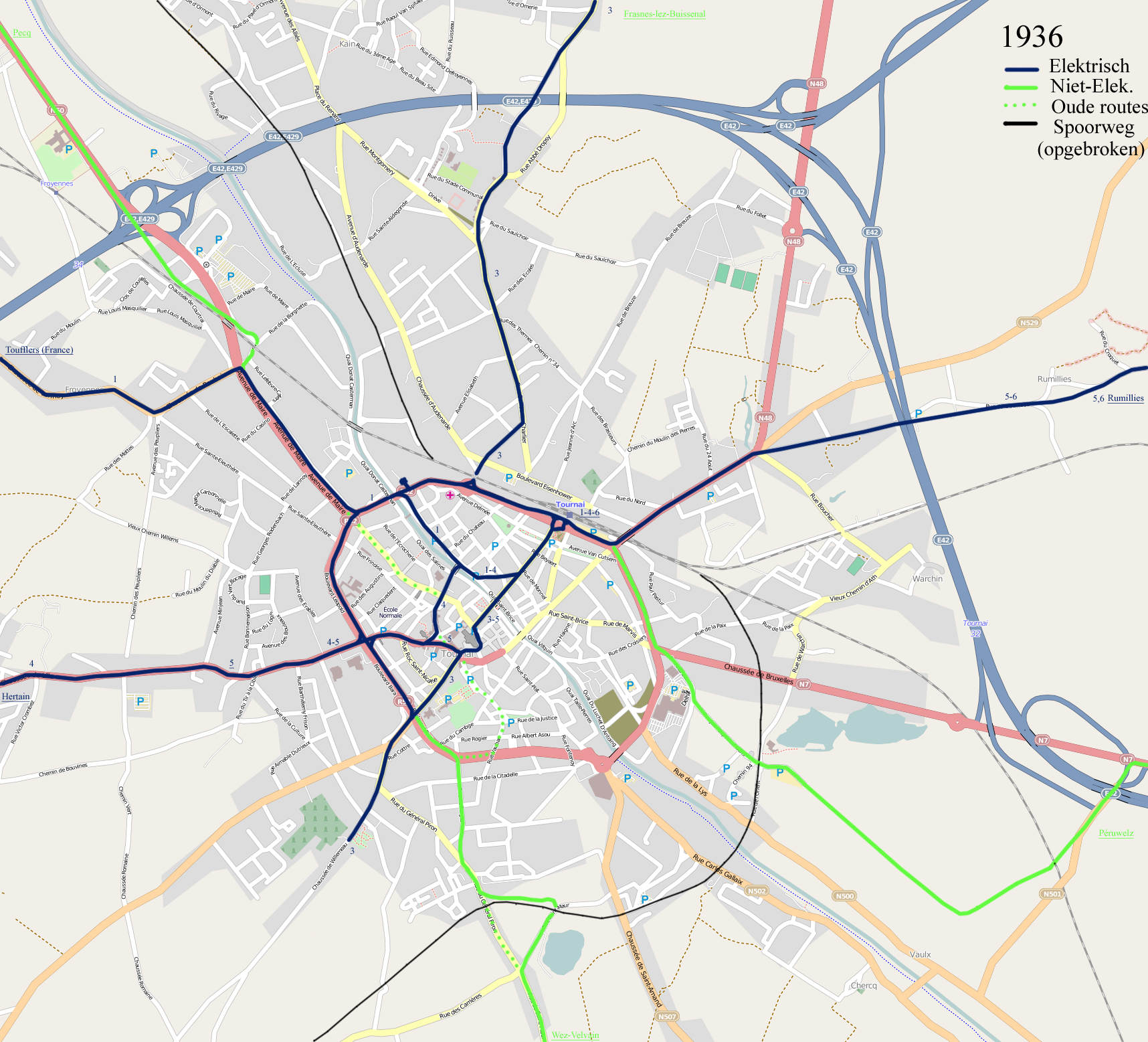
NMVB-net in Doornik in 1936
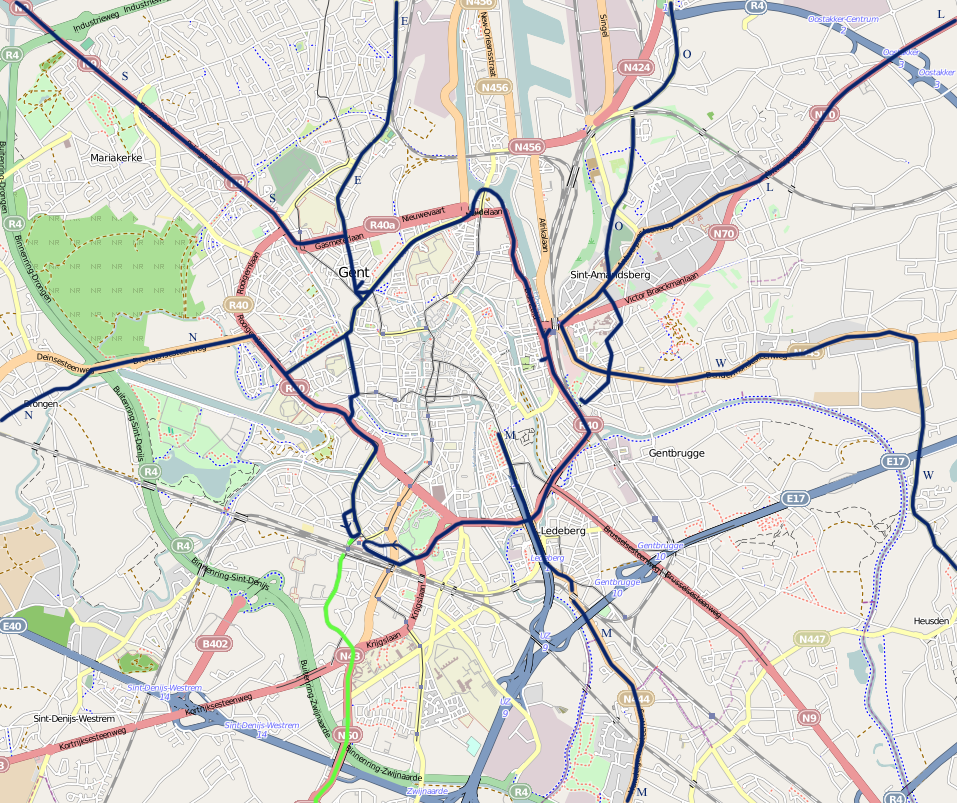
Het NMVB-stadsnet van Gent
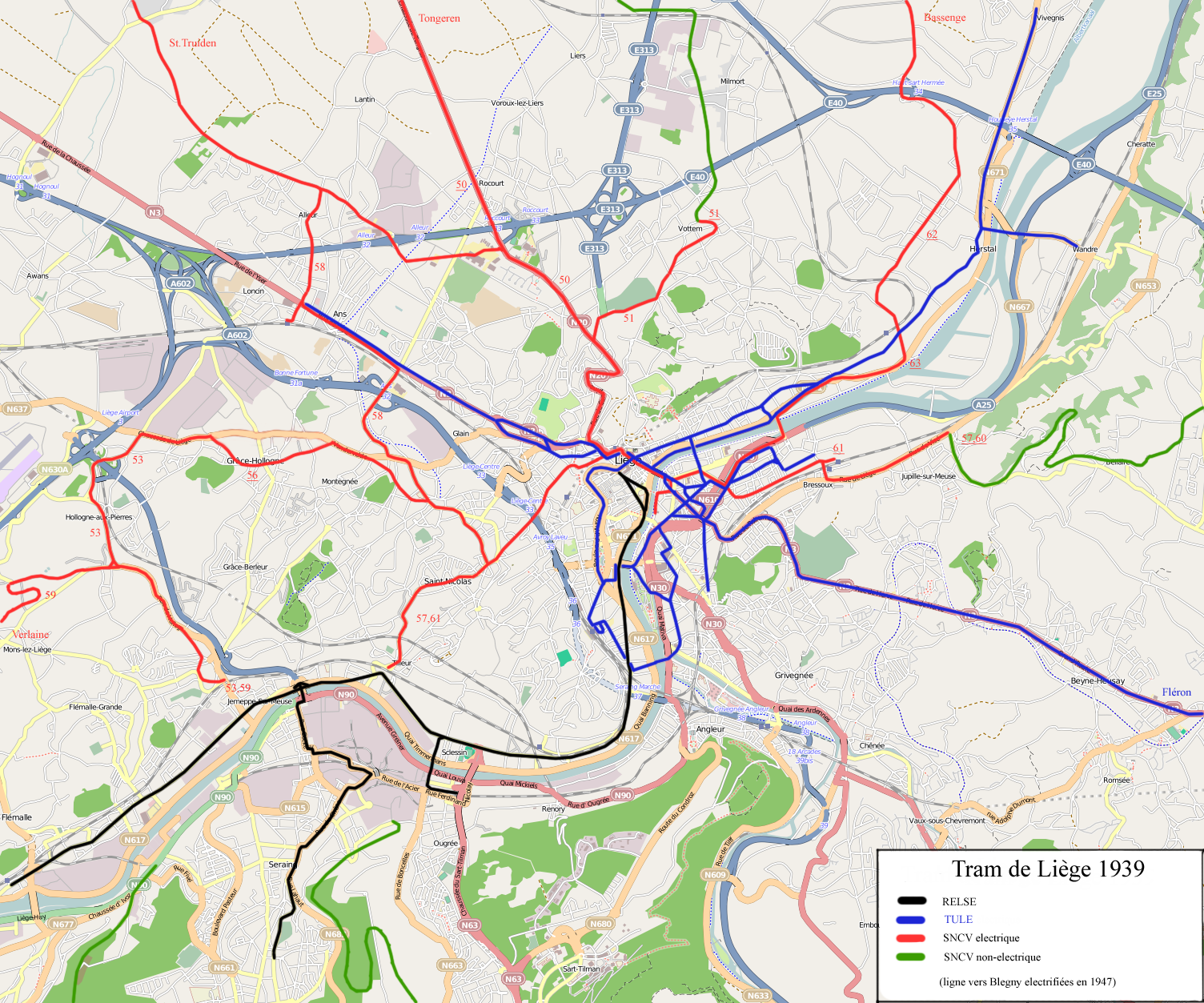
Tramnetten NMVB, RELSE en TULE in Luik anno 1939
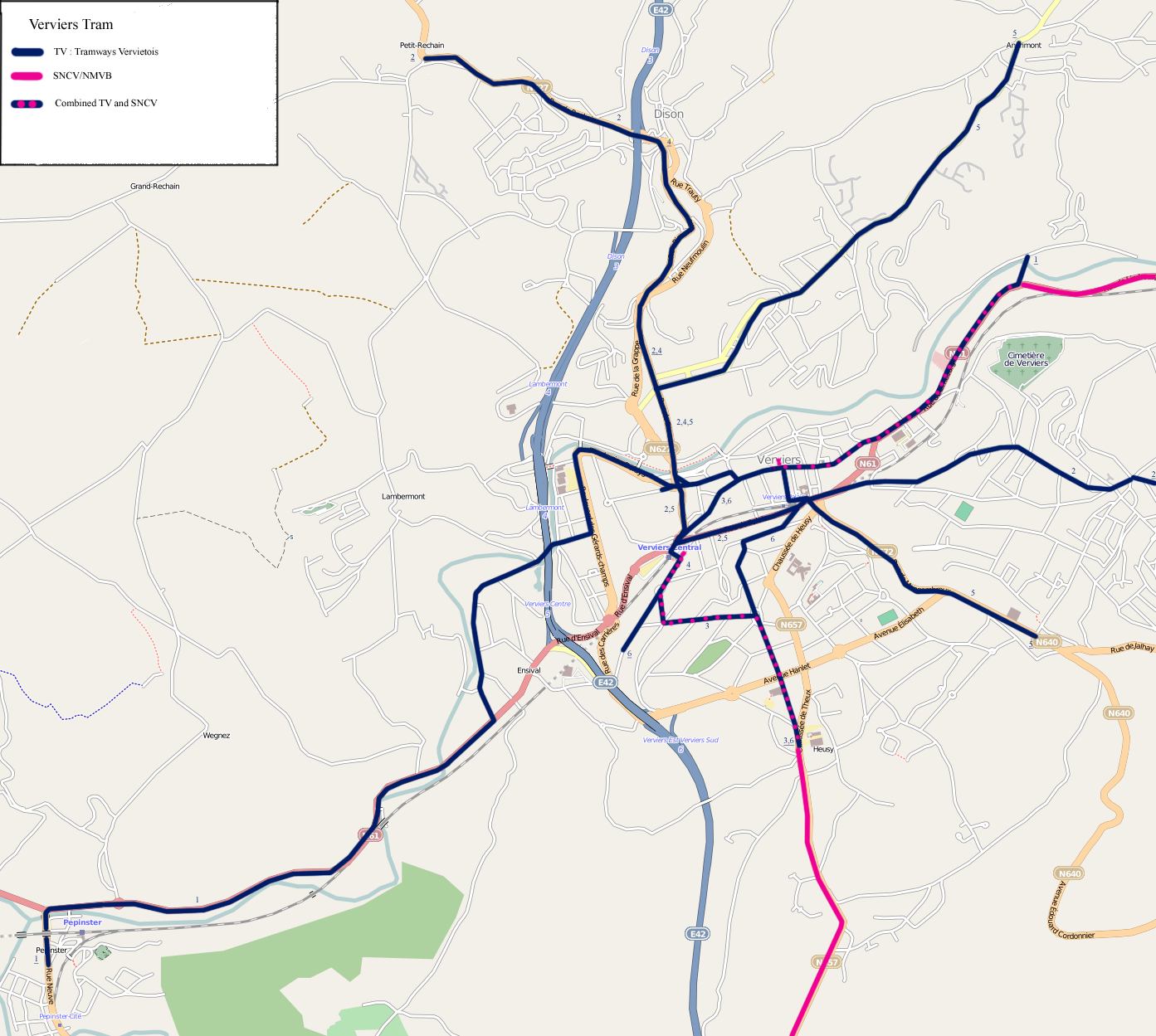
Stadsnet van Verviers
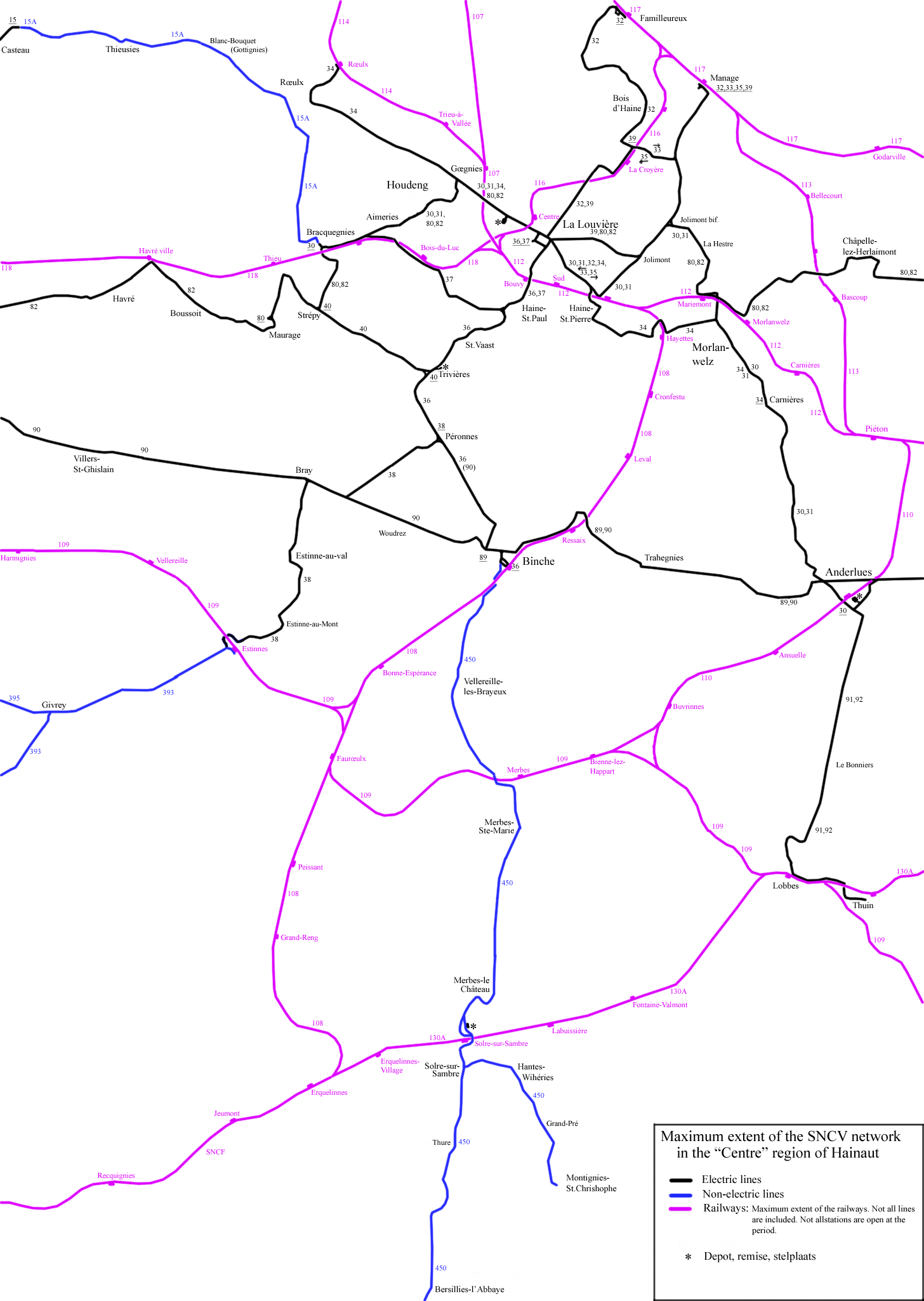
Stadsnet van La Louvière en de Center streeknet
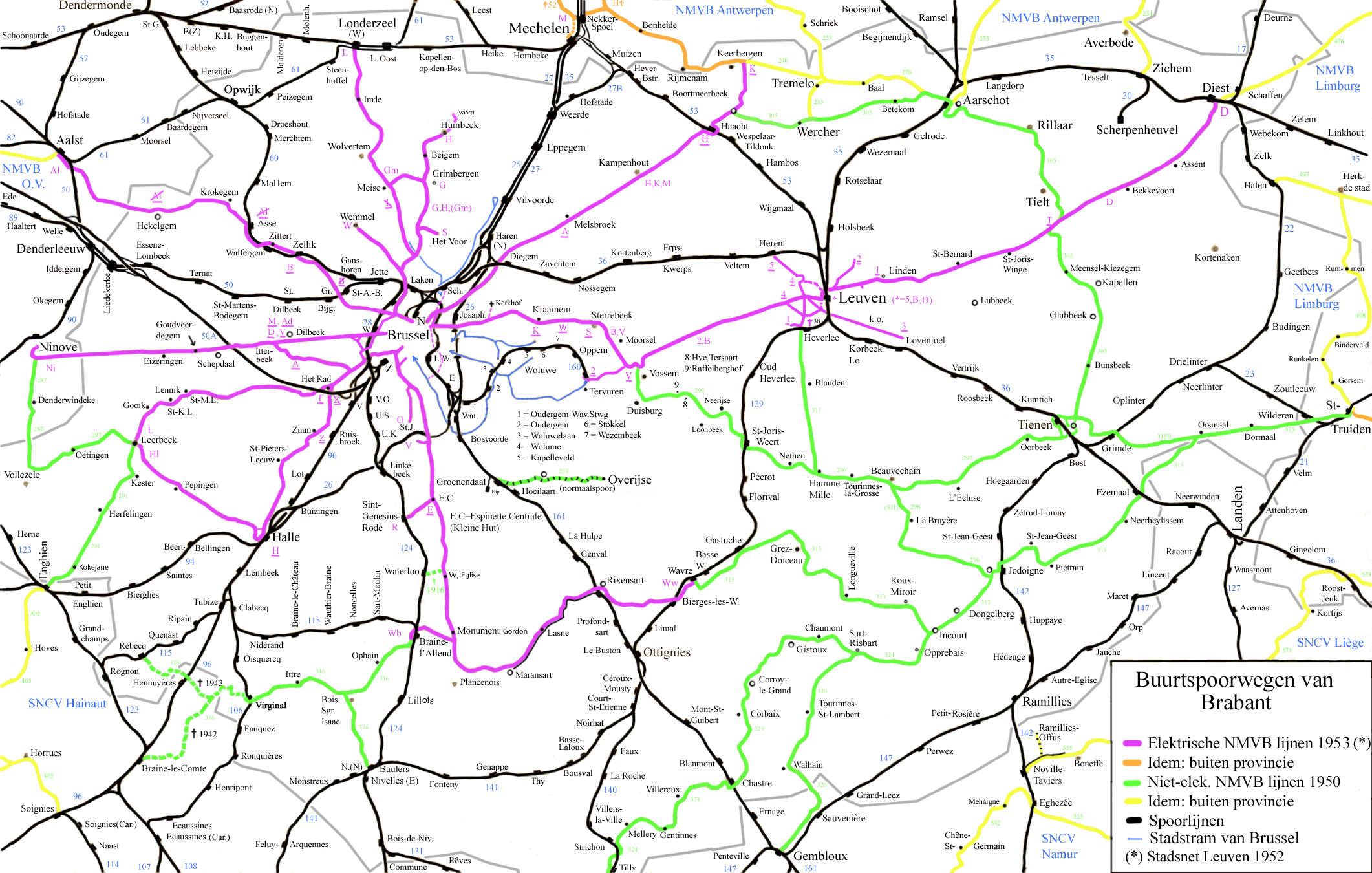
Stadsnetten van Brussel en Leuven

## Galerij

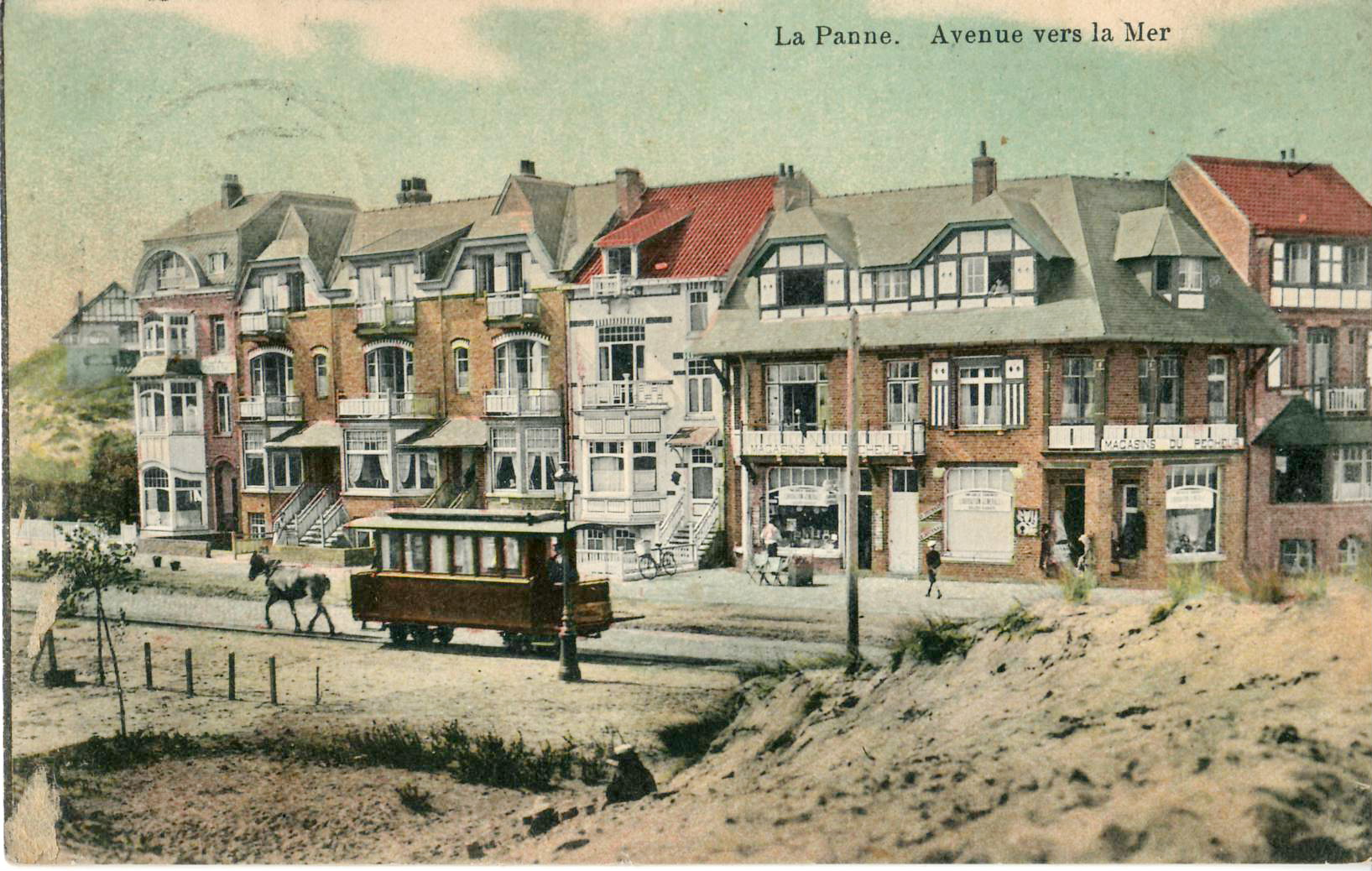
Paardentram in De Panne
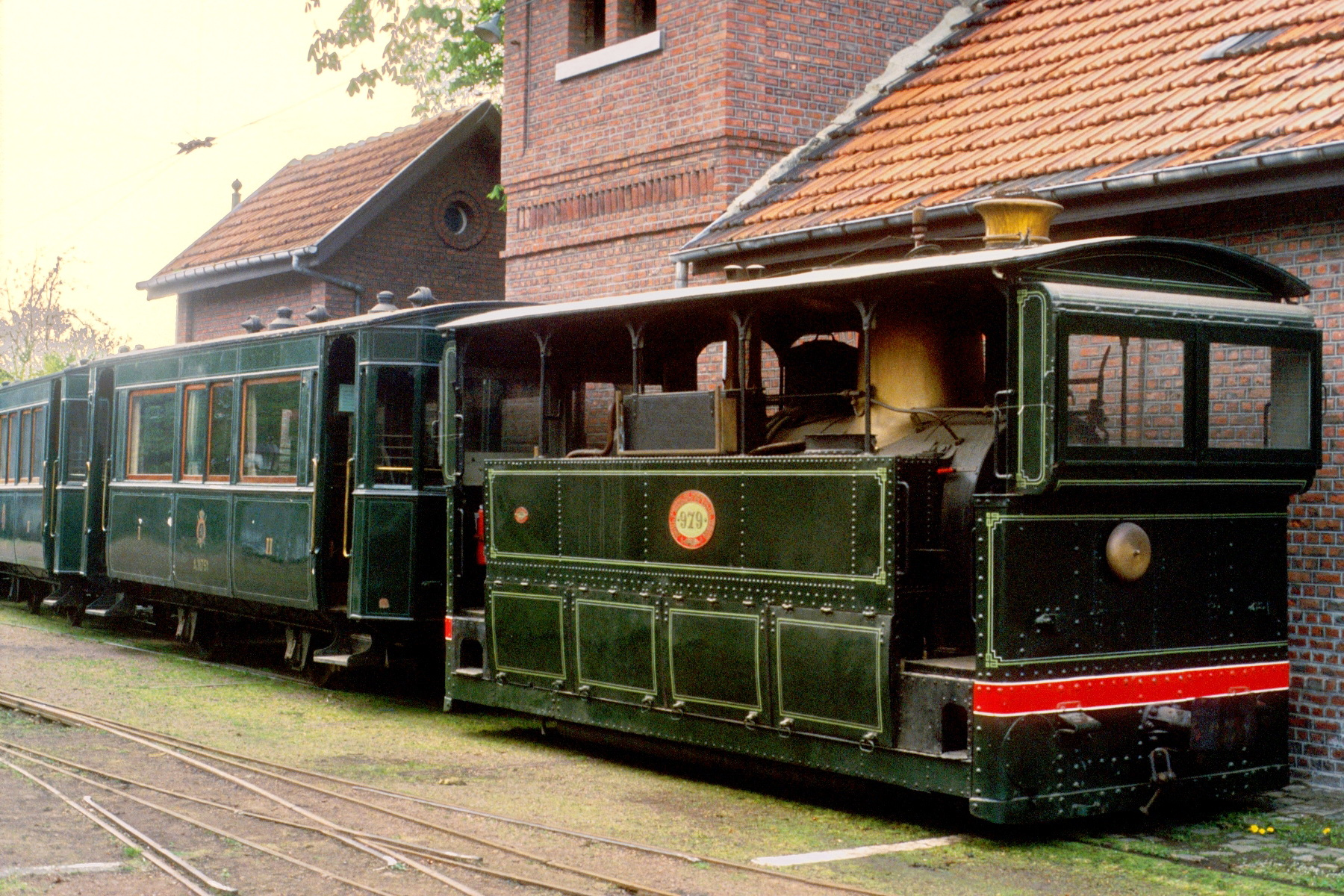
Stoomtram van de NMVB
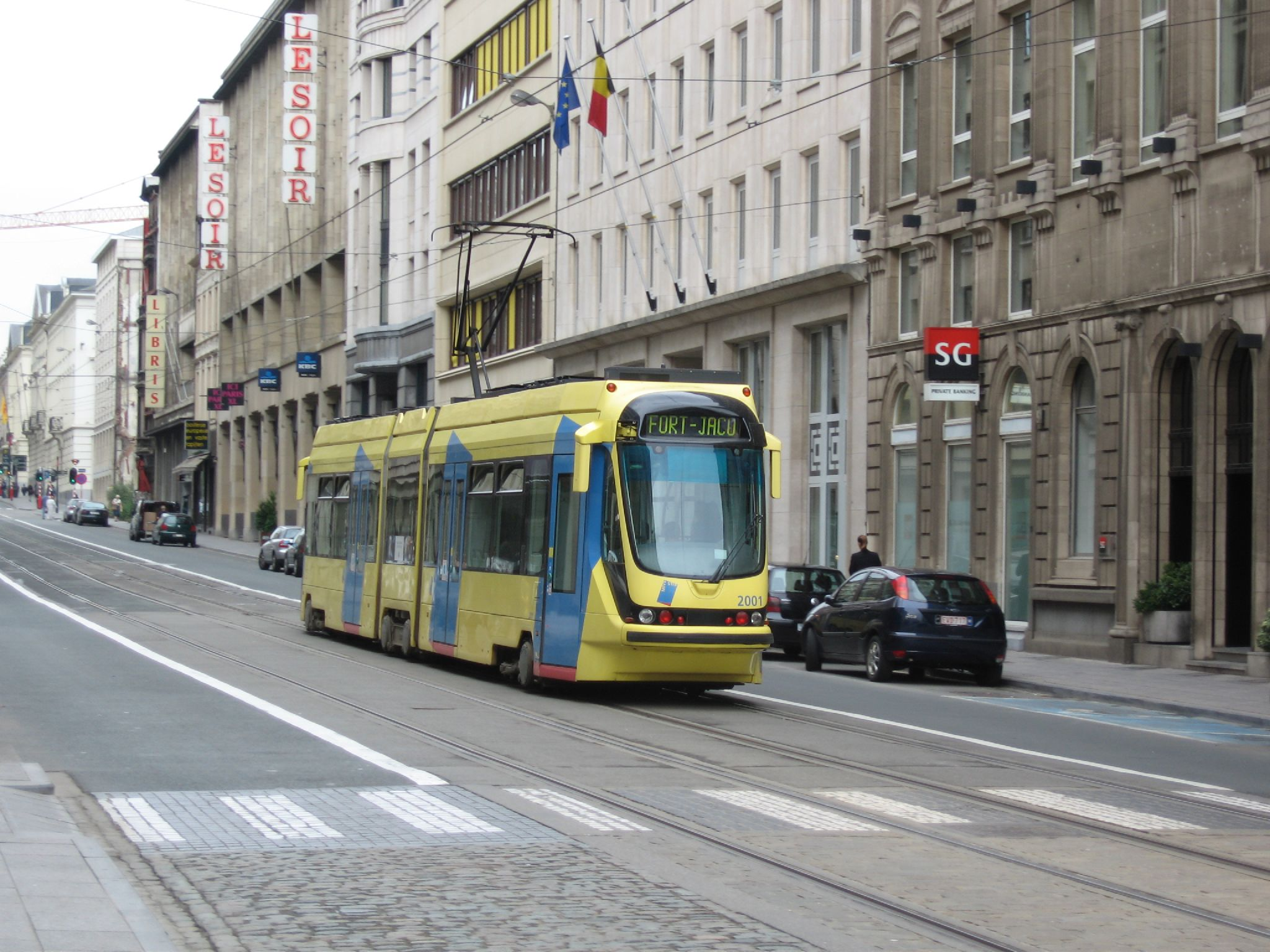
Brusselse tram
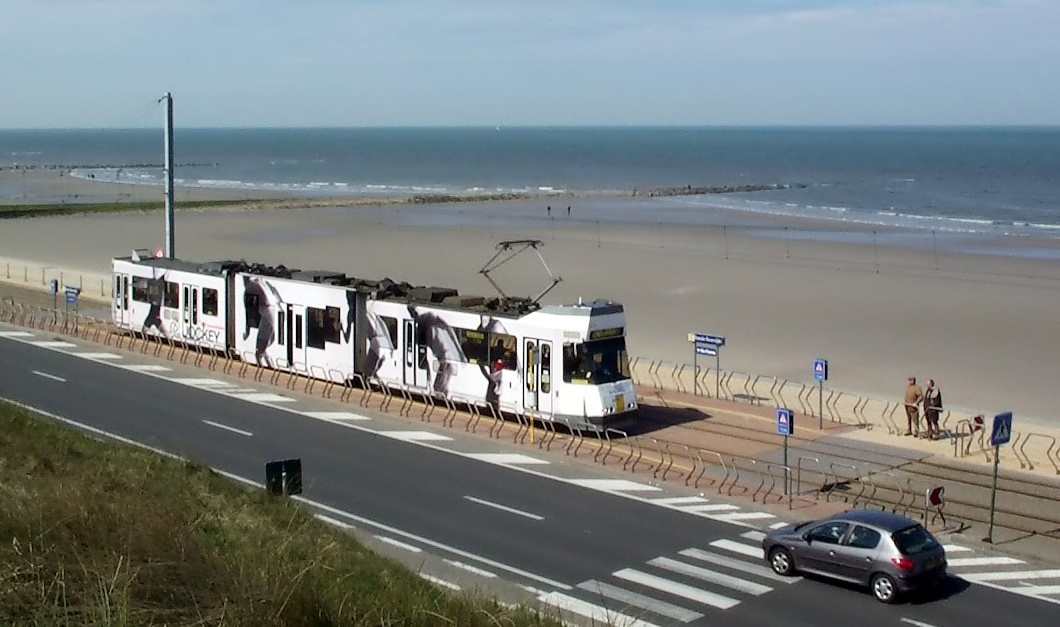
Kusttram te Oostende
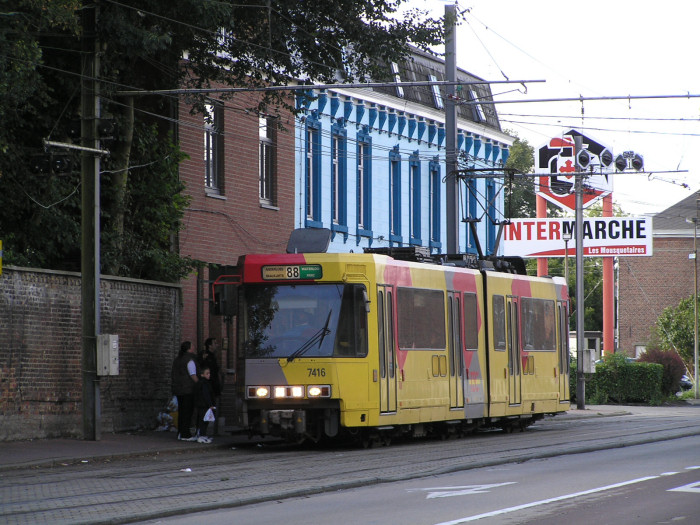
Tram van de TEC te Anderlues
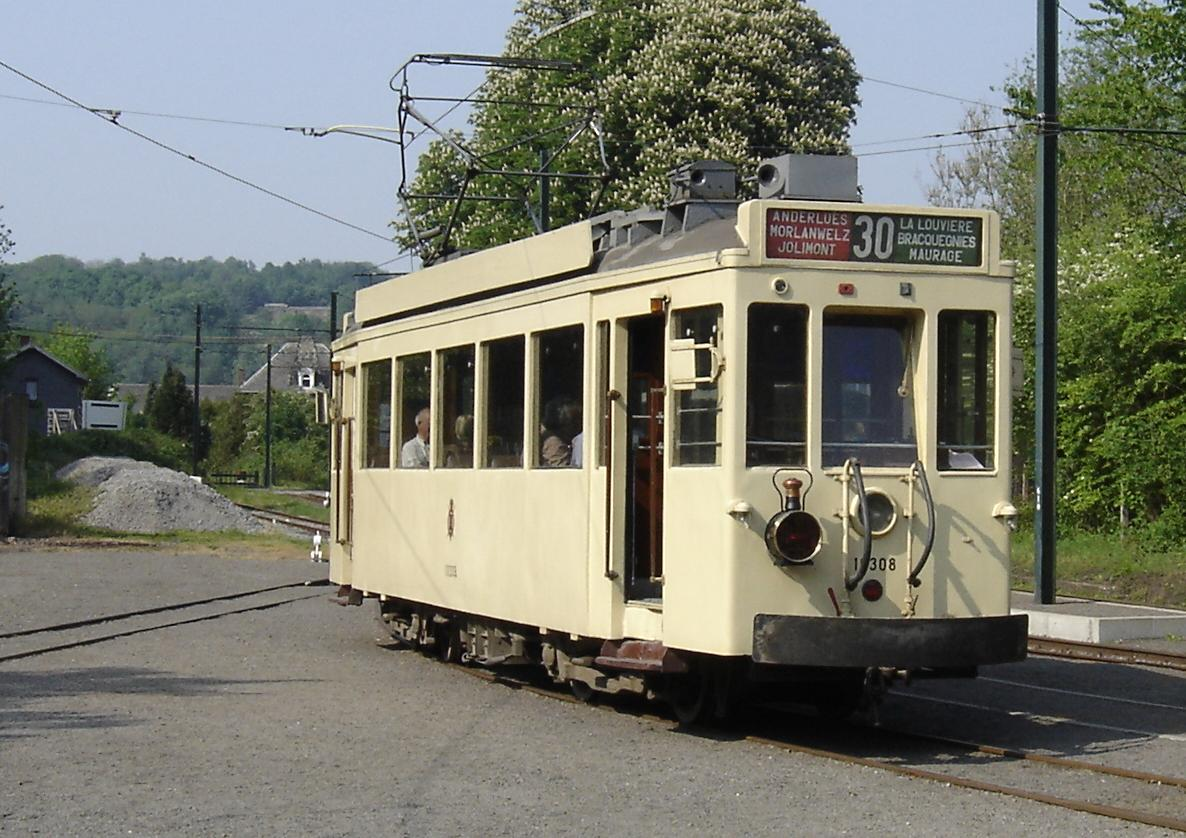
Museumtram van de ASVi